# ボルン・ハーバーサイクル

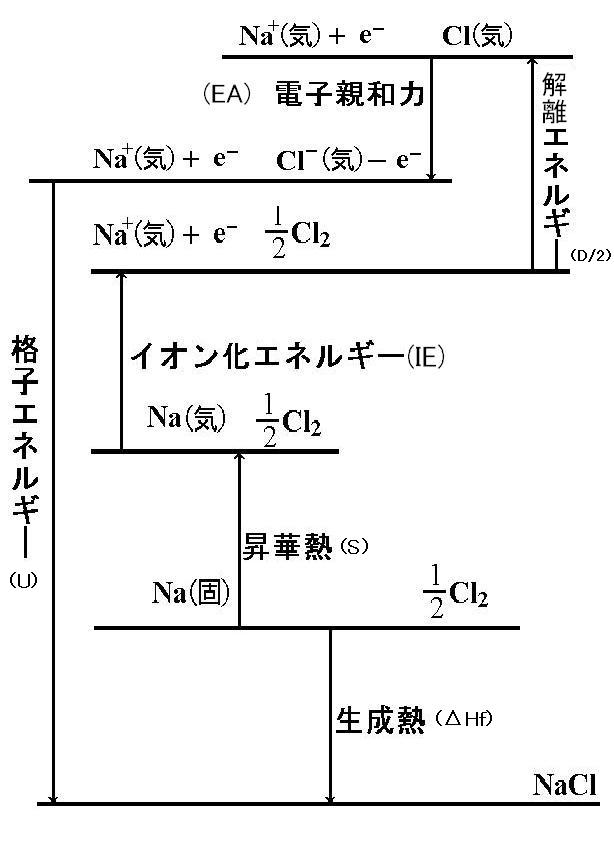
塩化ナトリウムの標準生成エンタルピーのためのボルン・ハーバーサイクルの図

ボルン・ハーバーサイクルは1919年にマックス・ボルンとフリッツ・ハーバーによって開発された格子エンタルピーを計算する間接的手段の循環過程として使われる図。

## 概要
ボルン・ハーバーサイクルは非金属との金属の反応からイオン化合物の構成に関わるもので、これはヘスの法則を用いたもので、このサイクルを一巡りすればエンタルピー変化は0である。

## 公式と例

### 公式
{\displaystyle \Delta {\text{H}}_{\text{f}}={\text{S}}+{\frac {1}{2}}{\text{D}}+{\text{IE}}-{\text{EA}}-{\text{U}}} {単位はkJ/mol}
- ΔHfは生成エンタルピー変化（生成熱は−ΔHf ）。
- Sは昇華熱。
- Dは解離エネルギー。
- {\displaystyle {\text{IE}}} はイオン化エネルギーで、金属原子は {\displaystyle {\text{M}}+{\text{IE}}_{\text{M}}\to {\text{M}}^{+}+{\text{e}}^{-}}となる。
- EAは電子親和力。
- Uは格子エネルギー。

### 例
- 塩素の電子親和力を既知の数値から求めると、式は−405=107+119+488−EA−758となる。式を解くと電子親和力が361[KJ/mol]であることがわかる。

- ナトリウムの昇華熱=107[KJ/mol]
- Cl2の解離エネルギー=238[KJ/mol]
- ナトリウムのイオン化エネルギー=488[KJ/mol]
- 塩化ナトリウムの格子エネルギー=758[KJ/mol]
- 塩化ナトリウムの生成エンタルピー変化=−405[KJ/mol]（生成熱=405[KJ/mol]）

| {\displaystyle {\mbox{Na(s)}}+S\longrightarrow {\mbox{Na(g)}}}                                            | {\displaystyle S=107{\mbox{kJ/mol}}\,}             |
| {\displaystyle {\mbox{Cl}}_{2}{\mbox{(g)}}+D\longrightarrow 2{\mbox{Cl(g)}}}                              | {\displaystyle D=238{\mbox{kJ/mol}}\,}             |
| {\displaystyle {\mbox{Na(g)}}+IE\longrightarrow {\mbox{Na}}^{+}{\mbox{(g)}}+{\mbox{e}}^{-}{\mbox{(g)}}}   | {\displaystyle IE=488{\mbox{kJ/mol}}\,}            |
| {\displaystyle {\mbox{Cl(g)}}+{\mbox{e}}^{-}{\mbox{(g)}}\longrightarrow {\mbox{Cl}}^{-}{\mbox{(g)}}+EA}   | {\displaystyle EA=361{\mbox{kJ/mol}}\,}            |
| {\displaystyle {\mbox{NaCl(s)}}+U\longrightarrow {\mbox{Na}}^{+}{\mbox{(g)}}+{\mbox{Cl}}^{-}{\mbox{(g)}}} | {\displaystyle U=758{\mbox{kJ/mol}}\,}             |
| {\displaystyle {\mbox{Na(s)}}+{1 \over 2}{\mbox{Cl}}_{2}{\mbox{(g)}}\longrightarrow {\mbox{NaCl(s)}}}     | {\displaystyle \Delta H_{f}=-405{\mbox{kJ/mol}}\,} |